# Svart guldbagge
Svart guldbagge (Gnorimus variabilis) är en skalbagge i familjen bladhorningar. Den har en kroppslängd på 16–22 millimeter och är svart med små utspridda, vita till ljusgulaktiga fläckar på täckvingarna. Artens larvutveckling är knuten till murken ved, särskilt ihåliga ekar men ibland även avenbok, björk och klibbal. Utvecklingen från ägg till imago tar två år, ibland tre. Larven förpuppar sig inuti en kokong sammansatt av dess korniga exkrementer. Mot mitten av sommaren, i juli, kommer de fullbildade skalbaggarna fram. De kan flyga, men syns sällan annat än sittande i eller vid stamhåligheter.
I Sverige är den svarta guldbaggen rödlistad som starkt hotad.

## Utbredning
Arten har en stor utbredning i Europa. Den saknas i Norden norr om Stockholmsorådet, i södra Spanien och Portugal samt i södra Ukraina. I nordvästra Europa har den endast en liten population i östra England. Svart guldbagge når regionen kring Kaukasus.

## Ekologi
Träet som besöks murknar främst på grund av svampar som svavelticka. De vuxna djuren flyger vanligen nära trädens toppar i solljuset. Vid skuggiga ställen måste temperaturen ligga vid 20 °C eller högre. I Rumänien hittades larver även under trädens bark.

## Hot
Beståndet hotas när skogar omvandlas till monokultur. I Spanien och på Balkanhalvön dör flera exemplar när grenar och kvistar plockas som ved. De glest fördelade reviren är tillsammans uppskattningsvis 2000 km² stora. IUCN listar arten som nära hotad (NT).